# Condensat de Bose-Einstein
Un condensat de Bose-Einstein (abreviat BEC de l'anglès Bose–Einstein condensate) és un estat de la matèria format per bosons refredats a temperatures molt properes al zero absolut (−273,15 °C). En aquestes condicions, una gran part dels àtoms cauen a l'estat quàntic més baix, permetent que els efectes quàntics esdevinguin aparents en una escala macroscòpica. Un BEC es forma refredant un gas de densitat extremadament baixa (unes 100.000 vegades menys dens que l'aire normal) a temperatures molt baixes.
Aquest estat va ser predit per primera vegada, de format general, entre 1924 i 1925 per Albert Einstein seguint i acreditant un article pioner de Satyendra Nath Bose en el nou camp avui conegut com a estadística quàntica. El primer d'aquests condensats va ser produït per Eric Cornell i Carl Wieman el 1995 a la Universitat de Colorado a Boulder, al laboratori NIST-JILA, fent servir un gas d'àtoms de rubidi refredats fins a 170 nanokelvins (nK). Més tard aquell any, Wolfgang Ketterle del MIT va produir un BEC utilitzant àtoms de sodi. L'any 2001 Cornell, Wieman i Ketterle van compartir el Premi Nobel de Física «per l'assoliment de la condensació de Bose-Einstein en gasos diluïts d'àtoms alcalins, i pels primers estudis fonamentals de les propietats dels condensats».

## Història

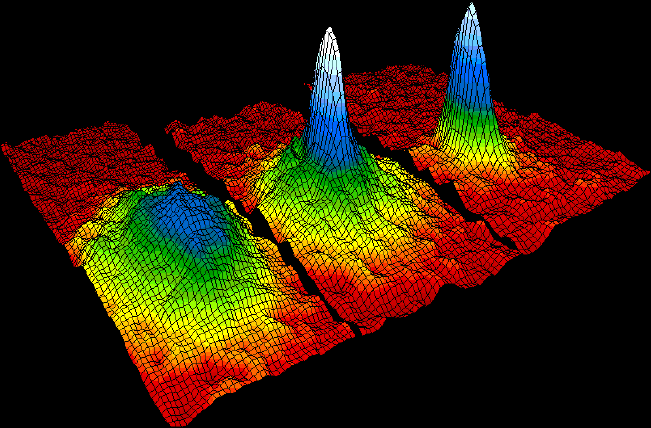
Dades de distribució de la velocitat (3 visualitzacions) per a un gas d'àtoms de rubidi, que confirmen el descobriment d'una nova fase de la matèria, el condensat de Bose-Einstein. Esquerra: just abans de l'aparició d'un condensat de Bose-Einstein. Centre: just després de l'aparició del condensat. Dreta: després més evaporació, deixant una mostra de condensat gairebé pur.

Bose va enviar per primera vegada un article a Einstein sobre l'estadística quàntica dels quantums de llum (ara anomenats fotons), en el qual va derivar la llei de la radiació quàntica de Planck sense cap referència a la física clàssica. Einstein va quedar impressionat, va traduir ell mateix el document de l'anglès a l'alemany i el va presentar per a Bose a la Zeitschrift für Physik, que el va publicar el 1924. (El manuscrit d'Einstein, que abans es creia perdut, es va trobar en una biblioteca de la Universitat de Leiden l'any 2005). Einstein després va ampliar les idees de Bose a la matèria en altres dos articles. El resultat dels seus esforços és el concepte d'un gas de Bose, governat per l'estadística de Bose-Einstein, que descriu la distribució estadística de partícules idèntiques amb l'espín enter, ara anomenat bosó. Els bosons, partícules que inclouen els fotons així com àtoms com el de l'heli-4 (4He), poden compartir un estat quàntic. Einstein va proposar que refredar els àtoms bosònics a una temperatura molt baixa els faria caure (o «condensar») a l'estat quàntic més baix accessible, donant lloc a una nova forma de matèria.
El 1938, Fritz London va suggerir el BEC com a mecanisme per a la superfluidesa en 4He i la superconductivitat.
La recerca de produir un condensat de Bose-Einstein al laboratori va ser estimulada per un article publicat el 1976 per dos directors de programes de la National Science Foundation (William Stwalley i Lewis Nosanow). Això va portar a la recerca immediata de la idea per part de quatre grups de recerca independents; aquests estaven dirigits per Isaac Silvera (Universitat d'Amsterdam), Walter Hardy (Universitat de la Colúmbia Britànica), Thomas Greytak (Institut de Tecnologia de Massachusetts) i David Lee (Universitat de Cornell).
El 5 de juny de 1995, el primer condensat gasós va ser produït per Eric Cornell i Carl Wieman a la Universitat de Colorado a Boulder NIST-JILA laboratori, en un gas d'àtoms de rubidi refredat a 170 nanokelvins (nK). Poc després, Wolfgang Ketterle al MIT va produir un condensat de Bose-Einstein en un gas d'àtoms de sodi. Pels seus èxits, Cornell, Wieman i Ketterle van rebre el Premi Nobel de Física el 2001. Aquests primers estudis van fundar el camp dels àtoms ultrafreds, i centenars de grups de recerca d'arreu del món produeixen de manera rutinària BEC de vapors atòmics diluïts als seus laboratoris.
Des de 1995, moltes altres espècies atòmiques s'han condensat, i també s'han realitzat BEC utilitzant molècules, quasipartícules i fotons.

## Temperatura crítica
Aquesta transició a BEC es produeix per sota d'una temperatura crítica, que per a un gas uniforme tridimensional format per partícules que no interaccionen sense graus de llibertat interns aparents és expressada per:
{\displaystyle T_{\rm {c}}=\left({\frac {n}{\zeta (3/2)}}\right)^{2/3}{\frac {2\pi \hbar ^{2}}{mk_{\rm {B}}}}\approx 3.3125\ {\frac {\hbar ^{2}n^{2/3}}{mk_{\rm {B}}}}}
on:
| {\displaystyle \,T_{\rm {c}}} | és la temperatura crítica,                                                  |
| {\displaystyle \,n}           | la densitat de partícules,                                                  |
| {\displaystyle \,m}           | la massa per bosó,                                                          |
| {\displaystyle \hbar }        | la constant de Planck reduïda,                                              |
| {\displaystyle \,k_{\rm {B}}} | la constant de Boltzmann i                                                  |
| {\displaystyle \,\zeta }      | la funció zeta de Riemann; {\displaystyle \,\zeta (3/2)\approx 2.6124.}[18] |
Les interaccions canvien el valor i les correccions es poden calcular mitjançant la teoria del camp mitjà.
Aquesta fórmula es deriva de trobar la degeneració del gas en el gas de Bose mitjançant l'estadística de Bose-Einstein.

## Derivació

### Gas de Bose ideal
Per a un gas de Bose ideal tenim l'equació d'estat:
{\displaystyle {\frac {1}{v}}={\frac {1}{\lambda ^{3}}}g_{3/2}(f)+{\frac {1}{V}}{\frac {f}{1-f}}}
on {\displaystyle v=V/N} és el volum per partícula, {\displaystyle \lambda } la longitud d'ona tèrmica, {\displaystyle f} la fugacitat i
{\displaystyle g_{\alpha }(f)=\sum \limits _{n=1}^{\infty }{\frac {f^{n}}{n^{\alpha }}}}
És notable que {\displaystyle g_{3/2}} és una funció monòtonament creixent de {\displaystyle f} on {\displaystyle f\in [0,1]}, que són els únics valors pels quals convergeixen les sèries.
Reconeixent que el segon terme del costat dret conté l'expressió del nombre mitjà d'ocupació de l'estat fonamental {\displaystyle \langle n_{0}\rangle }, l'equació d'estat es pot reescriure com a
{\displaystyle {\frac {1}{v}}={\frac {1}{\lambda ^{3}}}g_{3/2}(f)+{\frac {\langle n_{0}\rangle }{V}}\Leftrightarrow {\frac {\langle n_{0}\rangle }{V}}\lambda ^{3}={\frac {\lambda ^{3}}{v}}-g_{3/2}(f)}
Com que el terme esquerre de la segona equació sempre ha de ser positiu, {\displaystyle {\frac {\lambda ^{3}}{v}}>g_{3/2}(f)} i perquè {\displaystyle g_{3/2}(f)\leq g_{3/2}(1)}, una condició més forta és
{\displaystyle {\frac {\lambda ^{3}}{v}}>g_{3/2}(1)}
que defineix una transició entre una fase gasosa i una fase condensada. A la regió crítica és possible definir una temperatura crítica i una longitud d'ona tèrmica:
{\displaystyle \lambda _{c}^{3}=g_{3/2}(1)v=\zeta (3/2)v}
{\displaystyle T_{c}={\frac {2\pi \hbar ^{2}}{mk_{B}\lambda _{c}^{2}}}}
recuperant el valor indicat a l'apartat anterior. Els valors crítics són tals que si {\displaystyle T<T_{c}} o {\displaystyle \lambda >\lambda _{c}} estem en presència d'un condensat de Bose–Einstein. Entendre què passa amb la fracció de partícules a escala fonamental és crucial. Així, escrivim l'equació d'estat per a {\displaystyle f=1}, obtenint
{\displaystyle {\frac {\langle n_{0}\rangle }{N}}=1-\left({\frac {\lambda _{c}}{\lambda }}\right)^{3}} i equivalentment {\displaystyle {\frac {\langle n_{0}\rangle }{N}}=1-\left({\frac {T}{T_{c}}}\right)^{3/2}}.
Així, si {\displaystyle T\ll T_{c}} la fracció {\displaystyle {\frac {\langle n_{0}\rangle }{N}}\approx 1} i si {\displaystyle T\gg T_{c}} la fracció {\displaystyle {\frac {\langle n_{0}\rangle }{N}}\approx 0}. A temperatures properes al 0 absolut, les partícules tendeixen a condensar-se en l'estat fonamental, que és l'estat amb moment {\displaystyle {\vec {p}}=0}.

## Models

### Gas no interactiu de Bose-Einstein
Consideris una col·lecció de N partícules que no interactuen, cadascuna de les quals pot estar en un dels dos estat quàntics, {\displaystyle |0\rangle } i {\displaystyle |1\rangle }. Si els dos estats són iguals en energia, cada configuració diferent és igual de probable.
Si podem dir quina partícula és quina, hi ha {\displaystyle 2^{N}} configuracions diferents, ja que cada partícula pot estar en {\displaystyle |0\rangle } o {\displaystyle |1\rangle } independentment. En gairebé totes les configuracions, aproximadament la meitat de les partícules es troben a {\displaystyle |0\rangle } i l'altra meitat a {\displaystyle |1\rangle }. L'equilibri és un efecte estadístic: el nombre de configuracions és més gran quan les partícules es divideixen a parts iguals.
Tanmateix, si les partícules no es poden distingir, només hi ha N+1 configuracions diferents. Si hi ha partícules K en estat {\displaystyle |1\rangle }, hi ha partícules N - K en estat {\displaystyle |0\rangle }. No es pot determinar si qualsevol partícula en particular està en estat {\displaystyle |0\rangle } o en estat {\displaystyle |1\rangle }, de manera que cada valor de K determina un estat quàntic únic per a tot el sistema.
Suposis ara que l'energia de l'estat {\displaystyle |1\rangle } és lleugerament superior a l'energia de l'estat {\displaystyle |0\rangle } en una quantitat E. A la temperatura T, una partícula tindrà una probabilitat menor d'estar en estat {\displaystyle |1\rangle } per {\displaystyle e^{-E/kT}}. En el cas distingible, la distribució de partícules estarà esbiaixada lleugerament cap a l'estat {\displaystyle |0\rangle }. Però en el cas indistingible, com que no hi ha pressió estadística cap a nombres iguals, el resultat més probable és que la majoria de les partícules col·lapsen a l'estat {\displaystyle |0\rangle }.
En el cas distingible, per a N gran, es pot calcular la fracció en estat {\displaystyle |0\rangle }. És el mateix que llançar una moneda amb una probabilitat proporcional a p = exp(−E/T) perquè caigui creu.
En el cas indistingible, cada valor de K és un únic estat, que té la seva pròpia probabilitat de Boltzmann separada. Per tant, la distribució de probabilitat és exponencial:
{\displaystyle \,P(K)=Ce^{-KE/T}=Cp^{K}.}
Per a N gran, la constant de normalització C és (1 − p). El nombre total esperat de partícules que no es troben en l'estat d'energia més baix, en el límit que {\displaystyle N\rightarrow \infty }, és igual a:
{\displaystyle \sum _{n>0}Cp^{n}=p/(1-p)}
No creix quan N és gran; només s'acosta a una constant. Aquesta serà una fracció insignificant del nombre total de partícules. Per tant, una col·lecció de suficients partícules de Bose en equilibri tèrmic estarà majoritàriament en l'estat fonamental, amb només unes poques en qualsevol estat excitat, per molt petita que sigui la diferència d'energia.
Consideris ara un gas de partícules, que pot estar en diferents estats de moviment etiquetats amb {\displaystyle |k\rangle }. Si el nombre de partícules és inferior al nombre d'estats tèrmicament accessibles, per a altes temperatures i baixes densitats, les partícules estaran totes en estats diferents. En aquest límit, el gas és clàssic. A mesura que la densitat augmenta o la temperatura disminueix, el nombre d'estats accessibles per partícula es fa més petit i, en algun moment, més partícules es veuran forçades a un únic estat que el màxim permès per a aquest estat per ponderació estadística. A partir d'aquest moment, qualsevol partícula addicional afegida passarà a l'estat fonamental.
Per calcular la temperatura de transició a qualsevol densitat, integris, en tots els estats d'impuls, l'expressió del nombre màxim de partícules excitades, p/(1 − p):
{\displaystyle \,N=V\int {d^{3}k \over (2\pi )^{3}}{p(k) \over 1-p(k)}=V\int {d^{3}k \over (2\pi )^{3}}{1 \over e^{k^{2} \over 2mT}-1}}
{\displaystyle \,p(k)=e^{-k^{2} \over 2mT}.}
Quan la integral (també coneguda com a integral de Bose–Einstein) s'avalua amb factors de {\displaystyle k_{B}} i ℏ restaurats per anàlisi dimensional, dona la fórmula de la temperatura crítica de la secció anterior. Per tant, aquesta integral defineix la temperatura crítica i el nombre de partícules corresponents a les condicions del potencial químic negligible {\displaystyle \mu }. A la distribució estadística de Bose-Einstein, {\displaystyle \mu } encara és diferent de zero per als BEC; tanmateix, {\displaystyle \mu } és menor que l'energia de l'estat fonamental. Excepte quan es parla específicament de l'estat fonamental, {\displaystyle \mu } es pot aproximar per a la majoria dels estats d'energia o impuls com a {\displaystyle \mu \approx 0}.

### Teoria de Bogoliubov per a gasos d'interacció feble
Nikolai Bogoliúbov va considerar pertorbacions en el límit del gas diluït, trobant una pressió finita a temperatura zero i potencial químic positiu. Això condueix a correccions per a l'estat fonamental. L'estat de Bogoliubov té pressió (T = 0): {\displaystyle P=gn^{2}/2}.
El sistema d'interacció original es pot convertir en un sistema de partícules que no interaccionen amb una llei de dispersió.

### Equació Gross–Pitaevskii
En alguns casos més simples, l'estat de les partícules condensades es pot descriure amb una equació de Schrödinger no lineal, també coneguda com a equació de Gross-Pitaevskii o Ginzburg-Landau. La validesa d'aquest enfocament es limita en realitat al cas de les temperatures ultrafredes, que s'adapta bé a la majoria dels experiments d'àtoms alcalins.
Aquest enfocament parteix de la suposició que l'estat del BEC es pot descriure per la funció d'ona única del condensat {\displaystyle \psi ({\vec {r}})}. Per a un sistema d'aquesta naturalesa, {\displaystyle |\psi ({\vec {r}})|^{2}} s'interpreta com la densitat de partícules, de manera que el nombre total d'àtoms és {\displaystyle N=\int d{\vec {r}}|\psi ({\vec {r}})|^{2}}
Sempre que essencialment tots els àtoms estiguin al condensat (és a dir, s'hagin condensat a l'estat fonamental), i tractant els bosons utilitzant la teoria del camp mitjà, l'energia (E) associada a l'estat {\displaystyle \psi ({\vec {r}})} és:
{\displaystyle E=\int d{\vec {r}}\left[{\frac {\hbar ^{2}}{2m}}|\nabla \psi ({\vec {r}})|^{2}+V({\vec {r}})|\psi ({\vec {r}})|^{2}+{\frac {1}{2}}U_{0}|\psi ({\vec {r}})|^{4}\right]}
Minimitzant aquesta energia pel que fa a variacions infinitesimals en {\displaystyle \psi ({\vec {r}})}, i mantenint constant el nombre d'àtoms, s'obté l'equació de Gross-Pitaevski (GPE) (també una Equació de Schrödinger no lineal):
{\displaystyle i\hbar {\frac {\partial \psi ({\vec {r}})}{\partial t}}=\left(-{\frac {\hbar ^{2}\nabla ^{2}}{2m}}+V({\vec {r}})+U_{0}|\psi ({\vec {r}})|^{2}\right)\psi ({\vec {r}})}
on:
| {\displaystyle \,m}             | és la massa dels bosons,                      |
| {\displaystyle \,V({\vec {r}})} | és el potencial extern, i                     |
| {\displaystyle \,U_{0}}         | representa les interaccions entre partícules. |
En el cas del potencial extern zero, la llei de dispersió de les partícules condensades de Bose-Einstein que interaccionen és definida per l'anomenat espectre de Bogooliubov (per a {\displaystyle \ T=0}):
{\displaystyle {\omega _{p}}={\sqrt {{\frac {p^{2}}{2m}}\left({{\frac {p^{2}}{2m}}+2{U_{0}}{n_{0}}}\right)}}}
L'equació de Gross-Pitaevskii (GPE) proporciona una descripció relativament bona del comportament dels BEC atòmics. Tanmateix, GPE no té en compte la dependència de la temperatura de les variables dinàmiques i, per tant, només és vàlida per a {\displaystyle \ T=0}.
No és aplicable, per exemple, als condensats d'excitons, magnons i fotons, on la temperatura crítica és comparable a la temperatura ambient.